# Paweł Trzaska

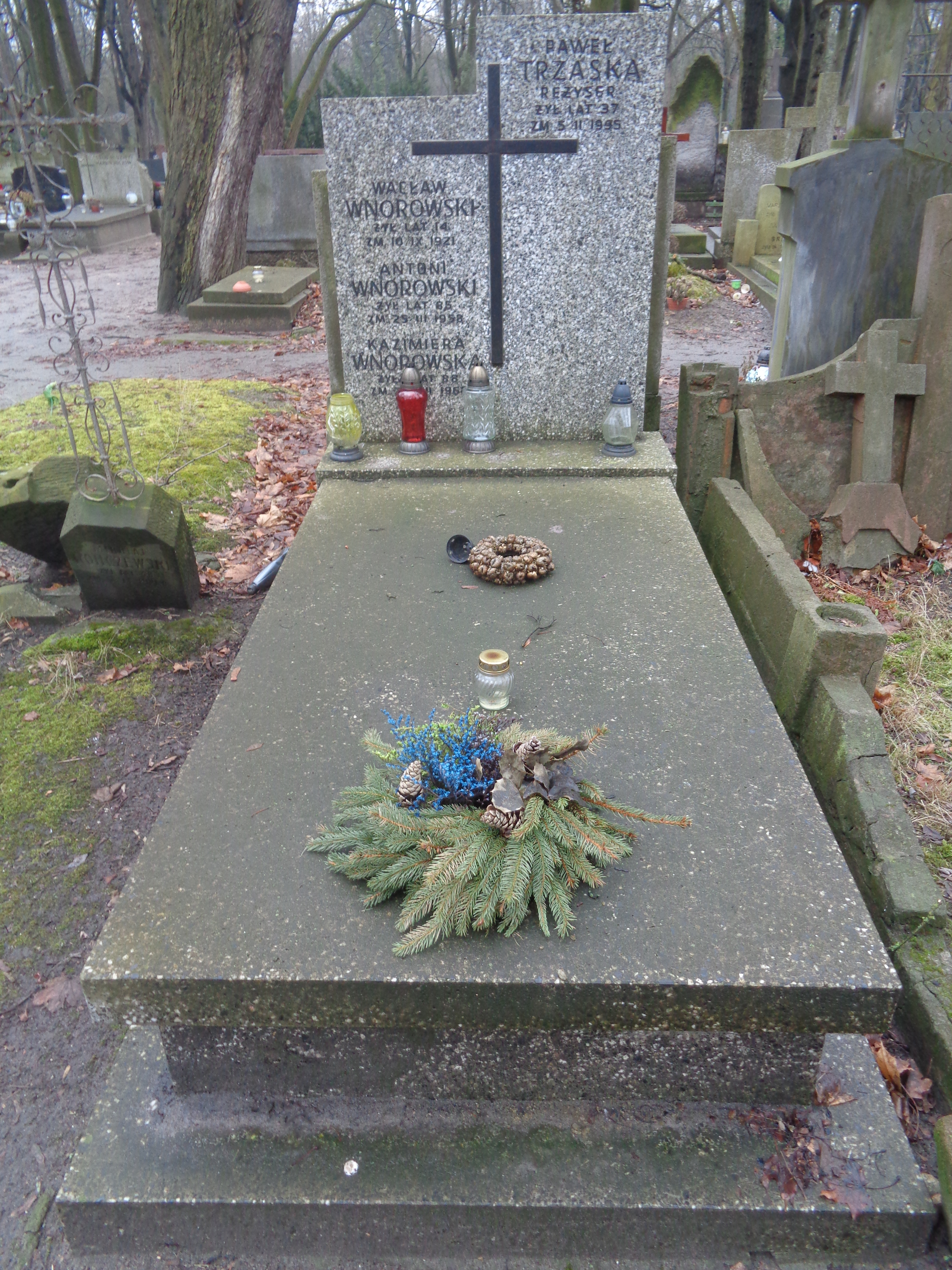
Grób Pawła Trzaski na Cmentarzu Powązkowskim

Paweł Trzaska (ur. 22 lipca 1958 w Warszawie, zm. 5 lutego 1995 tamże) – polski reżyser filmowy i teatralny, scenarzysta, znany z pracy przy spektaklach Teatru Telewizji, oraz produkcjach takich jak Rififi po sześćdziesiątce, Ekstradycja, czy Matki, żony i kochanki.

## Życiorys
W roku 1978 został absolwentem wydziału polonistyki Uniwersytetu Warszawskiego, a w roku 1983 ukończył studia na Wydziale Reżyserii FAMU w Pradze. Był członkiem Stowarzyszenia Filmowców Polskich i Zespołu Filmowego „OKO”.
Oprócz reżyserii filmowej zajmował się też reżyserią teatralną i twórczością literacką, w tym pisaniem scenariuszy. Wydał powieść dla dzieci pt. Smacznego, telewizorku, którą później zekranizował.
Artysta zmarł 5 lutego 1995 roku. Został pochowany na Starych Powązkach (kwatera 329-6-3).

## Filmografia
Na podstawie hasła Paweł Trzaska w bazie  filmpolski.pl
| Rok  | Tytuł filmu                      | Twórca w filmie           | Uwagi                        |
| ---- | -------------------------------- | ------------------------- | ---------------------------- |
| 1987 | Dondula                          | Scenariusz, Reżyseria     |                              |
| 1987 | Pasjans                          | Reżyseria                 | Spektakl Teatru Telewizji    |
| 1987 | Opowiadanie wariackie            | Reżyseria                 | film TV                      |
| 1988 | Rozmowa                          | Reżyseria                 | Spektakl Teatru Telewizji    |
| 1989 | Rififi po sześćdziesiątce        | Reżyseria, Dialogi        |                              |
| 1989 | Spotkania ze Szwejkiem           | Reżyseria                 | Spektakl Teatru Telewizji    |
| 1989 | Słodkiego, miłego życia          | Reżyseria                 | odcinek serialu TV Kawalerki |
| 1990 | Havel                            | Scenariusz, Reżyseria     | Film dokumentalny            |
| 1990 | Jak w złym śnie                  | Reżyseria                 | Spektakl Teatru Telewizji    |
| 1991 | Tajomstvo alchymistu Storitza    | Reżyseria                 |                              |
| 1992 | Smacznego, telewizorku           | Scenariusz, Reżyseria     |                              |
| 1993 | Dr. Hrabal                       | Scenariusz, Reżyseria     | Film dokumentalny            |
| 1993 | Człowiek z...                    | rola aktorska             |                              |
| 1993 | Łóżka                            | Reżyseria                 | Spektakl Teatru Telewizji    |
| 1993 | Kłamczucha                       | Reżyseria                 | Spektakl Teatru Telewizji    |
| 1994 | Na razie w porządku, mamo!       | Scenariusz, Reżyseria     | Spektakl Teatru Telewizji    |
| 1995 | Cisza                            | Scenariusz, Reżyseria     | Spektakl Teatru Telewizji    |
| 1995 | Ekstradycja                      | Scenariusz (odcinki: 1-2) | Serial telewizyjny           |
| 1995 | Matki, żony i kochanki           | Scenariusz Seria I        | Serial telewizyjny           |
| 1995 | Przeszłość jest nieśmiertelna... | Reżyseria                 | Spektakl Teatru Telewizji    |